# Alieni iuris
Alieni iuris (llatinada que es podria traduir com «sense drets» o, més literalment com «sota el dret d'un altre»), és una denominació del dret romà per aquells que estan sotmesos a la pàtria potestat d'un altre.